# Helikopter-Eltern
Unter Helikopter-Eltern, auch Hubschrauber-Eltern oder als Fremdwort Helicopter Parents (englisch helicopter parents oder paranoid parents), versteht man umgangssprachlich überfürsorgliche Eltern, die sich ständig in der Nähe ihrer Kinder aufhalten, um diese zu behüten und zu überwachen. Man verwendet die Metapher eines ständig um die Kinder kreisenden Beobachtungs-Hubschraubers für solche Eltern, deren Erziehungsstil durch Überbehütung und exzessive Einmischung in die Angelegenheiten der Kinder oder Heranwachsenden geprägt ist. Bezogen auf die Elternteile spricht man von Helikopter-Müttern und Helikopter-Vätern.

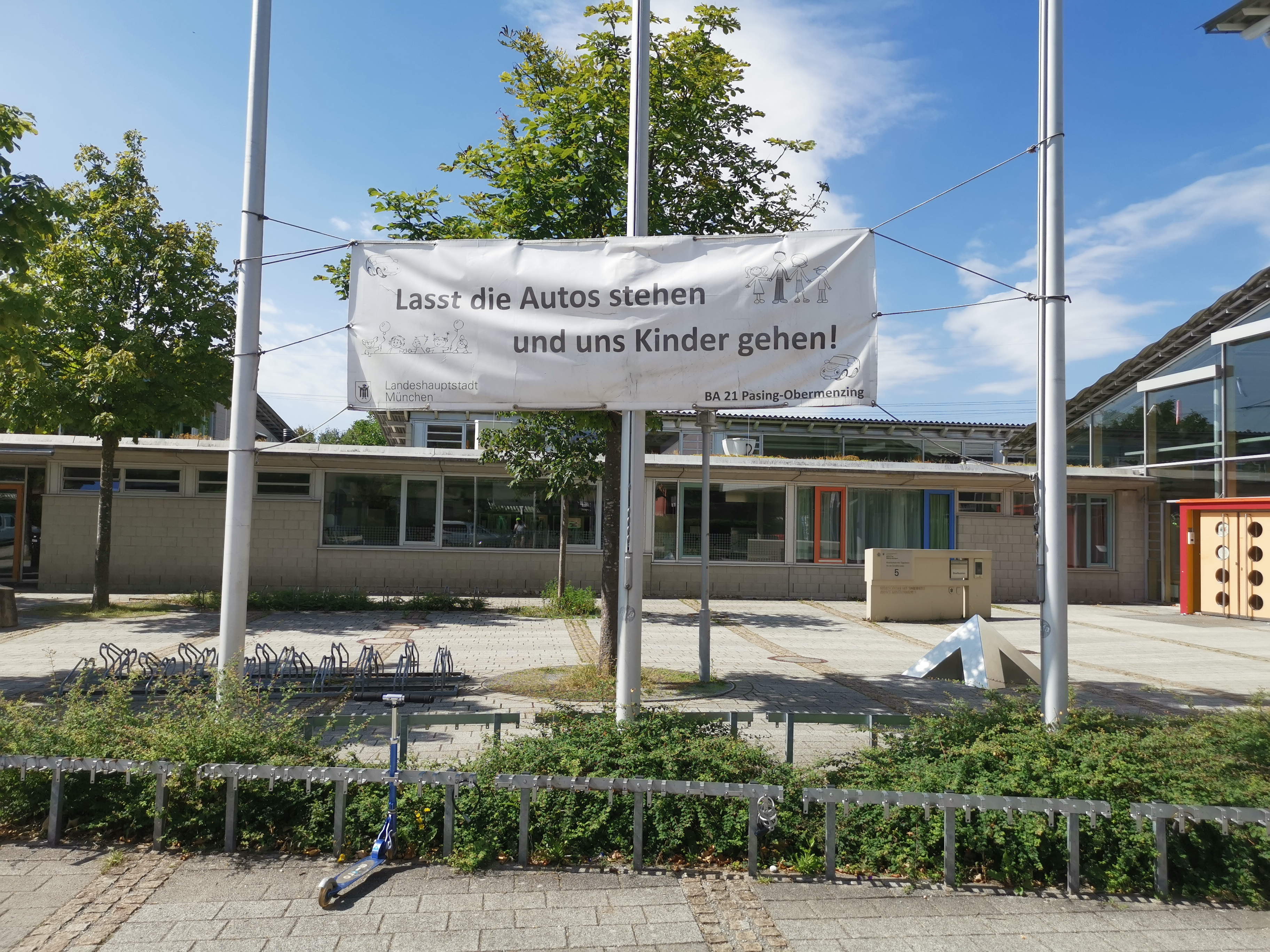
Plakat gegen Elterntaxis in München

## Verwandte Begriffe
Die übergeordneten Begriffe Überbehütung (englisch overprotection) und Überfürsorglichkeit bezeichnen Verhaltensweisen, bei denen Eltern ihr Kind übermäßig beschützen und versorgen. Dieselben Begriffe sind auch auf andere menschliche Beziehungen anwendbar, beispielsweise zwischen Ehepartnern. Üben Eltern ihre Rolle in übertriebenem Maß aus (englisch overparenting), hat das heranwachsende Kind dadurch zu wenig Freiräume. 
Der Begriff Helikopter-Eltern ist eine populäre Bezeichnung für einen Teilbereich der Überbehütung, bei der die ständige Überwachung des Kindes im Vordergrund steht. Eine andere Art von Überbehütung ist die Verwöhnung, die im Gegensatz zum Verhalten von Helikopter-Eltern nicht mit übermäßiger Kontrolle verbunden sein muss. Verwöhnung besteht darin, dem Kind (oder dem Partner) Belastungen und Anstrengungen zu ersparen und ihm möglichst viele Wünsche zu erfüllen.
Die Hubschrauber-Metapher wurde bereits 1969 vom israelischen Psychologen Haim G. Ginott in seinem Werk Between Parent & Teenager verwendet, der einen Heranwachsenden zitiert: „Mother hovers over me like a helicopter“. Den Ausdruck „Helikopter-Eltern“ prägte schließlich 2001 seine US-amerikanische Kollegin Wendy Mogel.
Im Dänischen entstanden 1999/2000 die Sportmetaphern curlingbarn („Curling-Kind“, dänisches Synonym: servicebarn) und curlingforældre („Curling-Eltern“). Bekannt wurden sie durch Veröffentlichungen des dänischen Psychologen Bent Hougaard in dänischer (2000) und in schwedischer Sprache (2004). Ähnlich wie beim Wischen im Curling entfalten Curling-Eltern eine enorme Aktivität, um dem Kind jedes Hindernis zu ersparen, so dass es nicht lernt, Widerstände eigenständig zu überwinden und Probleme selbständig zu lösen. Die Begriffe „Curling-“, „Rasenmäher-“ oder „Schneepflug-Eltern“  können auch für ein nochmals gesteigertes Verhalten der Fürsorglichkeit von Helikopter-Eltern stehen.
Das Gegenteil der Überbehütung ist die Vernachlässigung. Einen extremen Kontrast zu überbehütenden Erziehungsweisen bildet das Free-Range Parenting, das im englischen Sprachraum besonders von Lenore Skenazy vertreten wird.

## Empirische Studien

### Gemeinsam verbrachte Zeit
Die ständige Präsenz von Eltern im Leben eines Kindes hat laut einer empirischen Studie mit 1605 Kindern keinen förderlichen Einfluss. Die reine Quantität an Zeit, die Mütter mit ihren Kindern im Alter von 3 bis 11 Jahren verbringen, hatte keine Beziehung zur kindlichen Entwicklung. Das Ergebnis umfasste die schulischen Leistungen, das Verhalten und das emotionale Wohlbefinden der Kinder.

### Erziehungsstil
Viele Studien liefern den Nachweis eines negativen Einflusses von Überbehütung auf die Entwicklung eines Kindes hinsichtlich Eigenschaften wie Selbstwirksamkeit, Selbstregulation oder Anpassungsfähigkeit im Arbeitsumfeld. Daneben existieren auch Studien zu positiven Folgen wie einer intensiven Eltern-Kind-Beziehung.
Obwohl dem Begriff „Helikopter-Eltern“ ein überwiegend negativer Klang anhaftet, verweisen einige Studien und Untersuchungen auch auf positive Nebenwirkungen des helicopter parenting. So zeigt zum Beispiel eine Studie aus den USA, dass Helikoptererziehung den Kindern die besten Chancen auf Erfolg im Leben (d. h. bessere Bildungschancen und bessere Berufe) verschafft.
Des Weiteren zeigt dieselbe Studie, dass autoritative Helikoptereltern besonders gut darin sind, dafür zu sorgen, dass ihr Nachwuchs universitäre Abschlüsse erreicht. „Das ist der Schlüssel zu einer einträglichen Zukunft. Der dominante, dabei aber argumentative Erziehungsstil scheint die Träume von US-Eltern wahr werden zu lassen. Es ist weniger wahrscheinlich, dass diese Kinder Drogen nehmen, rauchen oder Alkohol trinken. Obendrein warten sie länger mit dem Sex, und wenn benutzen sie Kondome.“
Eine weitere Studie aus den USA zeigt ähnliche Vorteile von „Helicopter Parents“ auf. Sie weist auf, dass Kinder von Eltern, die in die Ausbildung involviert sind und ihre Kinder ermutigen und unterstützen, deutlich lernbereiter und erfolgreicher sind.

## Meinungen

### Beschreibung nach Wendy Mogel
Die amerikanische Familientherapeutin Wendy Mogel beschrieb im Jahr 2001, wie sie in ihrer Praxis moderne Eltern von umsorgten Mittelschichtkindern erlebt: „Von außen betrachtet, wirkt ihr Familienleben perfekt. Die Eltern besuchen jede Schulaufführung und jedes Fußballspiel ihrer Kinder. […] Sie kennen alle Freunde ihrer Kinder und die Berufe der Eltern. Wenn die Schulleistungen abfallen, organisieren sie Nachhilfe.“ Nach Mogels Auffassung kann jedoch ein overparenting Bettnässen, Essstörungen, ADHS oder schwerwiegende Schulprobleme zur Folge haben. Zudem üben solche Eltern massiven Bildungsdruck aus. Leistungen in der Schule und im Sport würden als wichtiges Familienerzeugnis interpretiert werden. Als Ausweg beschreibt Mogel die Erziehung zu emotionaler Stabilität, Widerstandsfähigkeit und Eigenständigkeit, orientiert an einem jüdisch-traditionellen Wertekanon. Sie befürwortet hierarchische Familienstrukturen, empfiehlt Eltern aber gleichzeitig mehr Zurückhaltung in der Erziehung.
Wie Mogel ausgeführt hat, liegt die Problematik dieses Verhaltens nicht nur darin, dass betroffene Eltern Risiken, die ihren Kindern drohen, systematisch falsch einschätzen. Mogel kritisiert, dass diese Eltern sich – obwohl sie liebevoll, intelligent, einfühlsam und äußerst engagiert sind – in ihrer Erziehungsarbeit weitgehend auf ein Mikromanagement der wechselnden Stimmungen des Kindes beschränken und darüber das große Ganze der Erziehung aus dem Blick verlieren: dem Kind Werte zu vermitteln und es zu Resilienz und Selbständigkeit anzuleiten („Charaktererziehung“).

### Mögliche Ursachen

#### Einfluss der Eltern
Der dänische Familientherapeut Jesper Juul sah als Hintergrund von Überbehütung eine Art Narzissmus der Eltern: Sie wollten glückliche und erfolgreiche Kinder haben, um sich selbst als kompetent erleben zu können. Dabei stellen sie bewusst oder unbewusst ihre eigenen Wünsche und Vorstellungen vor die ihrer Kinder und überschätzen oftmals ihre eigenen Fähigkeiten, während sie die Selbständigkeit ihrer Kinder häufig unterschätzen.

#### Verunsicherung der Eltern durch Experten
Allerdings sehen nicht alle die Ursachen des elterlichen Mikromanagements im Charakter der Eltern begründet: Die Journalistin Inge Kloepfer bezieht eine Gegenposition. In der FAZ hat sie ein „Lob der Helikopter-Eltern“ formuliert und gefordert, mit dem „Eltern-Bashing“ aufzuhören. Sie verweist unter anderem auf den britischen Soziologen Frank Furedi. Dieser habe schon 2002 in seinem Buch Die Elternparanoia darauf hingewiesen, dass überbesorgte Eltern das Ergebnis, ja geradezu das Ziel der ständigen Warnungen von „Experten“ vor falscher Erziehung seien. Furedi zog nicht gegen die Eltern zu Felde, „sondern gegen eine ganze Armee von selbsternannten Experten, Psychologen und Pädagogen, die nichts anderes als eine große Elternverunsicherung im Sinn und ihr Ziel schon fast erreicht hätten: paranoide Eltern, die ihre Kinder vor jeglichem Ungemach des Lebens abzuschirmen versuchten – und dafür keine Kosten scheuten“. Die Erziehung sei schon seit der Antike, spätestens seit Rousseau, ständig kritisiert worden: „Richtig gut waren die Zeiten für Eltern noch nie.“ Studien, die der Frage nach einem Zusammenhang zwischen Erziehungsstil und Charakterbildung nachgingen, lieferten keinesfalls eindeutige Ergebnisse, und bei der Entwicklung von Kindern und Jugendlichen spielten viele Einflüsse eine Rolle. Tatsache sei, dass es dem Nachwuchs in Deutschland besser als jemals zuvor gehe: „Dafür spricht eine Vielzahl von Kinder- und Jugendstudien.“

#### Soziologische Faktoren
Der Erziehungswissenschaftler Albert Wunsch zieht im Gegensatz dazu auch gesellschaftliche Veränderungen in Betracht: „Eltern haben heute viel mehr Zeit für ihr ,Projekt Einzelkind‘ als früher, wo sie noch drei oder vier Kinder bekamen […]. Und wenn Eltern erst mal 18 Jahre lang ihre Verwöhn-Strategie verfestigt haben, können sie nicht plötzlich aufhören, nur weil Sohn oder Tochter nun auf die Uni oder ins Berufsleben gehen.“
Auch der Hirnforscher Ralph Dawirs nennt die Gründe komplex; viele davon lägen in gesellschaftlichen Veränderungen: Es gebe immer weniger Kinder, auf die sich nun alles konzentriere. Diese sollen in einer Leistungsgesellschaft bestehen können; die Ansprüche an sie seien entsprechend hoch. Früher dagegen lebte der Nachwuchs öfter in Großfamilien, die Kinder in einem Stadtviertel spielten zusammen, auch die Nachbarn schauten nach dem Rechten. So gab es eine Art öffentliche Aufsicht, und die Erziehung verteilte sich auf mehrere Erwachsene: „Damit existierte auch ein natürliches Korrektiv“.
Zusammengefasst lässt sich also sagen, dass die Ursachen für Overparenting vielfältig sind: Teilweise sind sie in den individuellen Sozialisationserfahrungen und daraus resultierenden Kompensationsbedürfnissen begründet, aber teilweise auch in durch gesellschaftliche Veränderungen ausgelösten Ängsten und Sorgen um seinen Nachwuchs. Die Spanne zwischen Arm und Reich spielt bei dieser Fragestellung eine ebenso wichtige Rolle, wie beispielsweise individuelle Merkmale und Vorstellungen der Eltern.

### Mögliche Folgen
Auch in den Medien wird die Überbehütung durch Eltern thematisiert; als Beispiel wird der Schulweg als Lernerfahrung hervorgehoben und das Bringen und Abholen im elterlichen Auto (umgangssprachlich: „Elterntaxi“) kritisiert.
„Helikopter-Eltern machen nicht nur andere Eltern, Erzieher, Lehrer, Professoren, Ärzte und Krankenschwestern wahnsinnig, sondern auch die eigenen Kinder“, schreibt Stern-Redakteurin Lena Greiner in ihrem Artikel „Meine Helikopter-Eltern machen mich zum Therapiefall“.
Der Reformpädagoge Wolfgang Bergmann meinte, dass verwöhnte Kinder in aller Regel unglücklich sind und dieselben Verhaltensprobleme wie vernachlässigte Kinder aufweisen. Kinder müssen sich laut Bergmann in einem möglichst geordneten Umfeld zurechtfinden und diese äußeren Ordnungen verinnerlichen können. Das Gefühl, dass sich die ganze Welt um sie dreht, raubt ihnen dieses Gegenüber.
Welche grotesken Formen diese Art der Überbehütung annehmen kann und welche Berufsgruppen davon am häufigsten betroffen sind, beschreiben die Autorinnen Lena Greiner und Carola Padtberg in ihrem Buch „Verschieben Sie die Deutscharbeit - mein Sohn hat Geburtstag“, indem sie auf alltägliche Begebenheiten mit Helikopter-Eltern eingehen.

#### Überbehütung erwachsener Kinder
Der Erziehungswissenschaftler Andrä Wolter warnt vor zu viel Einmischung insbesondere bei erwachsenen Kindern: „Helicopter Parents verlängern die Abhängigkeitsphase und fördern nicht die Selbständigkeit.“
Der Psychoanalytiker und Verhaltenstherapeut Jost Ackermann nannte als Folgen eines möglichen Ablösungskonfliktes: „Depressionen, Verweigerungshaltungen und der Griff zu Drogen“. Natürlich sei es wünschenswert, dass sich Eltern für ihre Kinder interessierten und diese auch förderten; spätestens mit Beginn eines Studiums sollten sie aber loslassen.